# Chase Manhattan Bank

Sucursales de Chase en Estados Unidos en 2020.

JP Morgan Chase Bank, N.A., haciendo negocios bajo el nombre de Chase Bank, es un banco nacional que constituye la filial de banca comercial de la corporación bancaria multinacional JPMorgan Chase. El banco era conocido como el Chase Manhattan Bank, hasta que se fusionó con J.P. Morgan & Co. en 2000.  El Chase Manhattan Bank fue formado por la fusión del Banco Nacional Chase y el Banco de la Compañía de Manhattan en 1955.  El banco tiene su sede en Chicago, desde su fusión con Bank One Corporation en 2004.  En 2008, el banco adquirió los depósitos y la mayoría de los activos de Washington Mutual.
Chase cuenta con más de 5.100 sucursales y 16.100 cajeros automáticos en todo Estados Unidos. JPMorgan Chase tiene 260.965 empleados (a partir de 2012) y opera en más de 85 países. JPMorgan Chase cuenta actualmente con activos de aproximadamente US $ 2,515 billones.
JPMorgan Chase, a través de su subsidiaria Chase, es uno de los cuatro grandes bancos de Estados Unidos.

## Historia

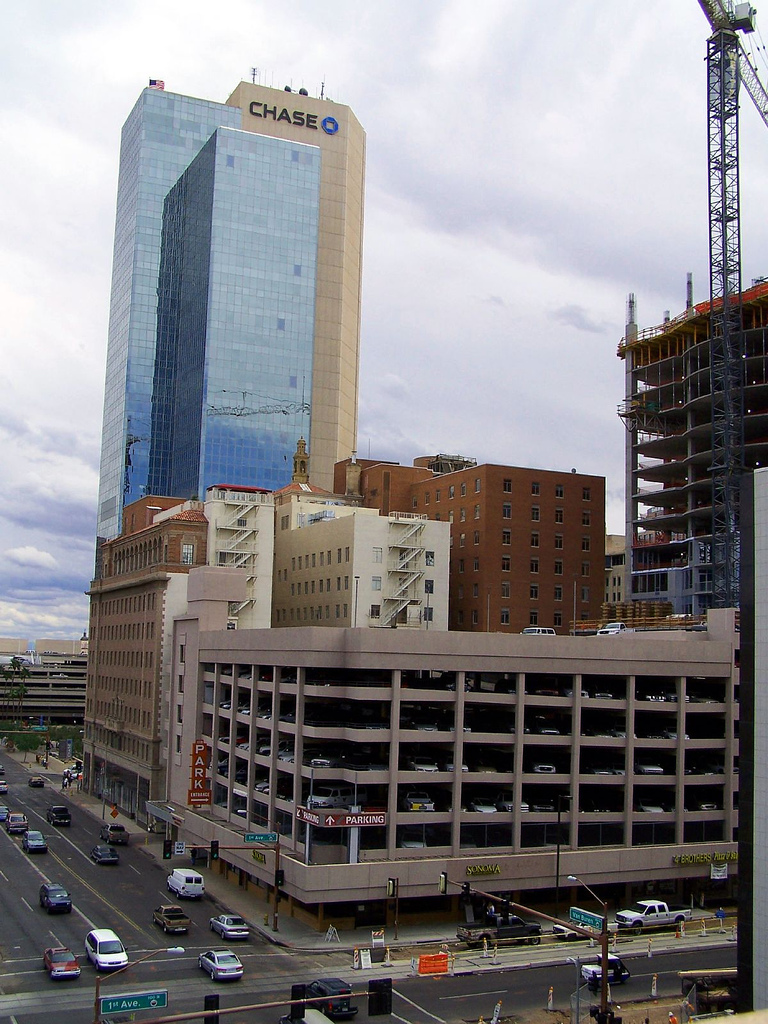
Oficinas de Chase en Phoenix, Arizona.

Del 1 de septiembre de 1799 a 1955, fue llamado el Banco de La Compañía de Manhattan (Nueva York); después en 1955 se fusionó con el banco Nacional Chase (1987-1954), a partir de ese momento este fue llamado Banco Chase Manhattan.

### Banco De La Compañía de Manhattan
Chase data sus orígenes desde la fundación de The Manhattan Company (la Compañía de Manhattan) por Aaron Burr el 1 de septiembre de 1799

Después de una epidemia de fiebre amarilla en 1798, durante la cual los ataúdes habían sido vendidos por vendedores ambulantes en las esquinas, Aaron Burr estableció la Compañía de Manhattan, con el objetivo aparente de llevar agua potable a la ciudad desde el Río Bronx, pero de hecho, diseñada como un frente a la creación del segundo banco de Nueva York, que rivaliza con el Banco de Nueva York de Alexander Hamilton
The Economist

Dos siglos después del ahora infame duelo de Burr y Hamilton, que se cobró la vida de Hamilton, se puede decir que el Banco de la Compañía Manhattan finalmente ganó en el área de negocios de la rivalidad. En 2006, Chase compró la división de banca minorista del Banco de Nueva York, que entonces solo meses más tarde se fusionó con el basado en Pittsburgh - Mellon Financial para formar el actual Bank of New York Mellon | BNY Mellon

### Chase National Bank
El Chase National Bank fue fundado en 1877 por John Thompson, y fue llamado así en honor al secretario del tesoro de Estados Unidos y jefe de justicia Salmon P. Chase, aunque éste no tuviera conexión con el banco.

El Banco Nacional Chase adquirió varios bancos pequeños en la década de los 20´s, a través de Chase Securities Corporation. en 1926, por ejemplo, compró el Banco Nacional De Mecánica y Metales. 

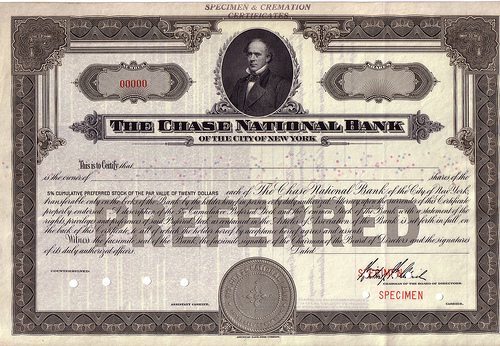
Specimen Stock Certificate

Sin embargo, su adquisición más significativa fue la Compañía de confianza Equitativa de nueva York (Equitable Trust Company of New York) en 1930, cuyo accionista mayoritario era John D. Rockefeller, Jr. Esto convirtió a Chase en el banco más grande de Estados Unidos y por lo tanto, del mundo.
Chase, era sobre todo un banco mayorista, tratando con otras instituciones financieras importantes y grandes clientes corporativos, como General Electric, que tenía, a través de su filial RCA, arrendó un gran espacio y se convirtió en el primer inquilino del Rockefeller Center, rescatando el principal proyecto en 1930. El banco también está estrechamente asociado y ha financiado la industria petrolera, teniendo conexiones de larga duración con los consejos de administración de las empresas sucesoras de la Standard Oil, especialmente ExxonMobil, que son también Propiedad de Rockefeller.

### Fusión como Chase Manhattan Bank

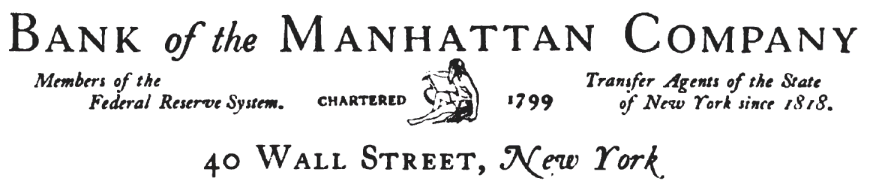
The September 1, 1799-1877 logo.

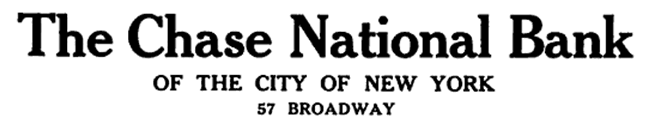
The 1877-1954 logo.

En 1955, Chase National Bank y The Manhattan Company se fusionaron para crear The Chase Manhattan Bank.  Como Chase, era un banco mucho más grande, que tenía la intención de adquirir el "Bank of Manhattan", como se le apodaba, pero surgió que la carta original del Burr para la Compañía de Manhattan no solo había incluido la cláusula que permitía que se iniciara un banco con fondos excedentes, también había otra que requería el consentimiento unánime de los accionistas para que el banco fuera tomado. Por tanto, el acuerdo fue estructurado como una adquisición por el Banco de la Compañía Manhattan de Chase Nacional, con John J. McCloy convirtiéndose presidente de la entidad fusionada. Esto evitaba la necesidad del consentimiento unánime de los accionistas.
Para el nuevo logo de Chase Manhattan, Chermayeff & Geismar diseño un octágono estilizado en 1961, el cual permanece como parte del logo actual. El logo de Chase es una representación estilizada de las primitivas tuberías de agua puestas por la compañía de Manhattan, las cuales eran hechas clavando placas de madera juntas.
Bajo el sucesor de McCloy, George Champion, el banco renunció a su anticuada carta de estado de 1799 por uno moderno. En 1969, bajo la dirección de David Rockefeller, el banco se convirtió en parte de un holding bancario, el Chase Manhattan Corporation.

### Fusión con Chemical J.P. Morgan
En julio de 1996, el Chemical Bank de Nueva York compró el Chase Manhattan Bank. Adquisiciones anteriores de Chemical incluían Manufacturers Hanover Corporation, en 1991, y Texas Commerce Bank, en 1987. A pesar de Chemical fue el sobreviviente nominal, la empresa fusionada conservó el nombre de Chase, ya que era más conocido (sobre todo fuera de los Estados Unidos).
En diciembre de 2000, el combinado Chase Manhattan completó la adquisición de JP Morgan & Co., en una de las mayores fusiones bancarias hasta la fecha. La compañía combinada se renombró JPMorgan Chase. En 2004, el banco adquirió Bank One, haciendo de Chase el mayor emisor de tarjetas de crédito en los Estados Unidos. JPMorgan Chase agregó Bear Stearns & Co. y a Washington Mutual a sus adquisiciones en el año 2009. Después de cerrar casi 400 sucursales superpuestas de la compañía combinada, menos del 10% del total, Chase tendrá aproximadamente 5.410 sucursales en 23 estados a partir de la fecha de cierre de la adquisición. Según datos de SNL Financial (datos al 30 de junio de 2008), esto pone de Chase tercero detrás de Wells Fargo y Bank of America en términos de total de sucursales bancarias minoristas en Estados Unidos . En octubre de 2010, Chase fue nombrado en dos demandas que alegan manipulación del mercado de la plata.  Las demandas alegan que mediante la gestión de posiciones gigantes en futuros de la plata y opciones, los bancos influyeron en los precios de la plata en la COMEX Bolsa de la Bolsa de Valores de Nueva York desde principios del 2008.

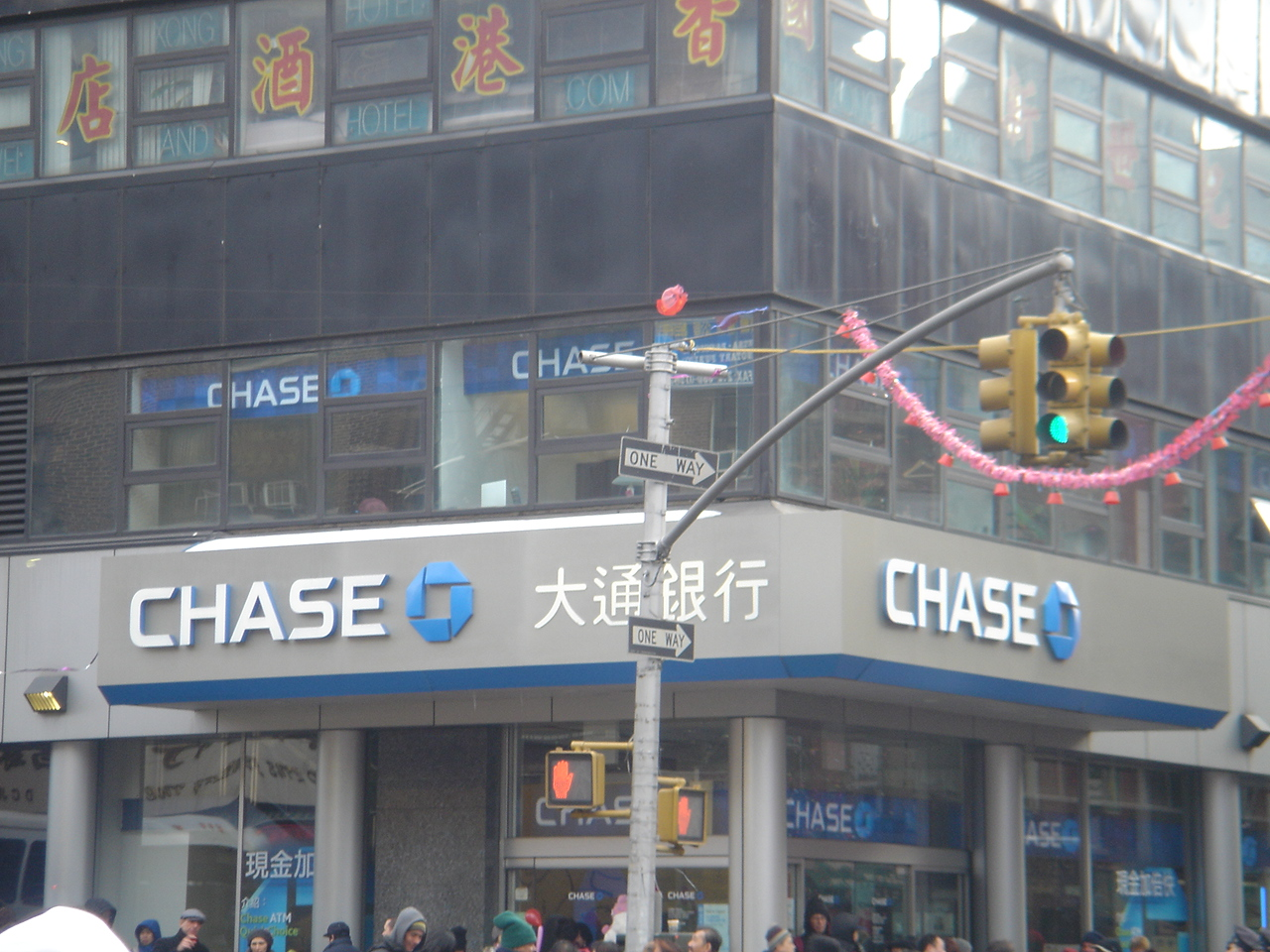
Chase en Chinatown, Manhattan

La siguiente información es una ilustración de las principales fusiones , adquisiciones y predecesores históricos de la compañía hasta 1995 :

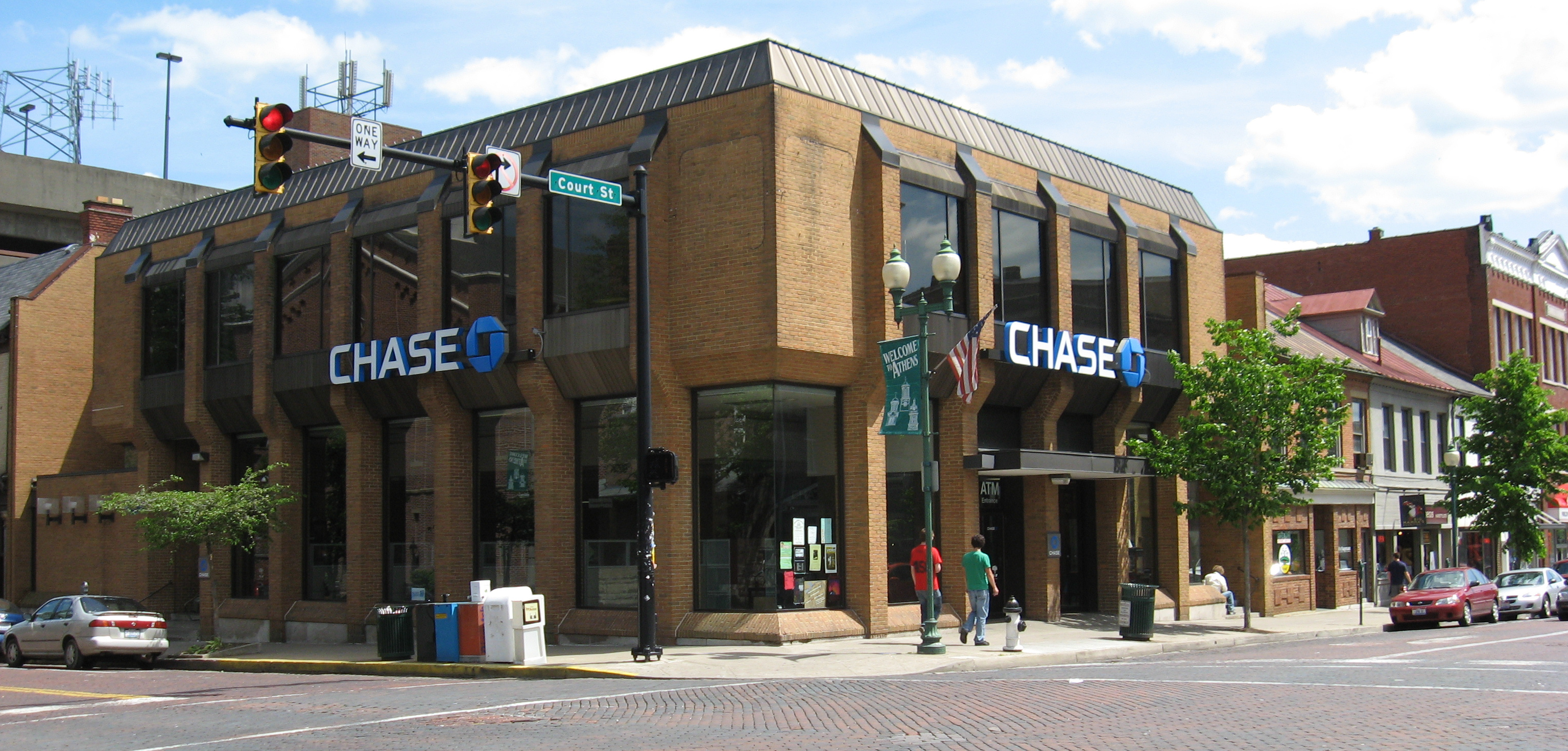
Sucursal Chase en Athens, Ohio

|  | The Chemical Bank of New York (est. 1823)                                           |
|  |                                                                                     |
|  | Texas Commerce Bank (originalmente Texas National Bank of Commerce) (Fusionado1864) |
|  |                                                                                     |

|  | Manufacturers Trust Company (est. 1905) |
|  |                                         |
|  | Hanover Bank (est. 1873)                |
|  |                                         |

|  | The Chemical Bank of New York (est. 1823)                                           |
|  |                                                                                     |
|  | Texas Commerce Bank (originalmente Texas National Bank of Commerce) (Fusionado1864) |
|  |                                                                                     |

|  | Manufacturers Trust Company (est. 1905) |
|  |                                         |
|  | Hanover Bank (est. 1873)                |
|  |                                         |

|  | Bank of the Manhattan Company (est. 1799)               |
|  |                                                         |
|  | Chase National Bank of the City of New York (est. 1877) |
|  |                                                         |

|  | The Chemical Bank of New York (est. 1823)                                           |
|  |                                                                                     |
|  | Texas Commerce Bank (originalmente Texas National Bank of Commerce) (Fusionado1864) |
|  |                                                                                     |

|  | Manufacturers Trust Company (est. 1905) |
|  |                                         |
|  | Hanover Bank (est. 1873)                |
|  |                                         |

|  | The Chemical Bank of New York (est. 1823)                                           |
|  |                                                                                     |
|  | Texas Commerce Bank (originalmente Texas National Bank of Commerce) (Fusionado1864) |
|  |                                                                                     |

|  | Manufacturers Trust Company (est. 1905) |
|  |                                         |
|  | Hanover Bank (est. 1873)                |
|  |                                         |

|  | Bank of the Manhattan Company (est. 1799)               |
|  |                                                         |
|  | Chase National Bank of the City of New York (est. 1877) |
|  |                                                         |

### Bank One Corporation
En 2004, JPMorgan Chase se fusionó con Bank One Corp con sede en Chicago . trayendo a bordo a su actual presidente y CEO, Jamie Dimon como presidente y director de operaciones. y designó como director general a William B. Harrison, el sucesor de Jr. El pago de Dimon se fijó en el 90% de Harrison. Dimon rápidamente hizo sentir su influencia al embarcarse en una estrategia de reducción de costos y reemplazando exejecutivos de JPMorgan Chase en puestos clave con Bank One , muchos de los cuales estaban con Dimon en Citigroup. Dimon se convirtió en CEO en enero de 2006 y Presidente en diciembre de 2006 después de la renuncia de Harrison.
Bank One Corporation se formó tras la fusión en1998 entre Banc One de Columbus, Ohio y First Chicago NBD. Estas dos grandes empresas bancarias fueron ellas mismas creadas a través de la fusión de muchos bancos. JPMorgan Chase ha completado la adquisición de Bank One en el Q3 de 2004. La fusión de Bank One y JPMorgan Chase significó que la sede corporativa se encontraría en la ciudad de Nueva York, mientras que las operaciones de banca minorista de Chase, se consolidaron en Chicago.
La siguiente es una ilustración de las principales fusiones y adquisiciones de Bank One y predecesores históricos (esto no es una lista completa):
|  | City National Bank & Trust Company (Columbus, Ohio) |
|  |                                                     |
|  | Farmers Saving & Trust Company                      |
|  |                                                     |

|  | First Chicago Corp (est. 1863)                              |
|  |                                                             |
|  | NBD Bancorp (Formerly National Bank of Detroit) (est. 1933) |
|  |                                                             |

|  | City National Bank & Trust Company (Columbus, Ohio) |
|  |                                                     |
|  | Farmers Saving & Trust Company                      |
|  |                                                     |

|  | First Chicago Corp (est. 1863)                              |
|  |                                                             |
|  | NBD Bancorp (Formerly National Bank of Detroit) (est. 1933) |
|  |                                                             |

### Washington Mutual
El 25 de septiembre de 2008, JPMorgan Chase compró la mayoría de las operaciones bancarias de Washington Mutual de la sindicatura de la Corporación Federal de Depósito de Seguros (FDIC). Esa noche, la Oficina de Supervisión de Ahorros, en lo que fue, con mucho, la mayor quiebra bancaria en la historia de Estados Unidos, se apoderó de Washington Mutual Bank y lo puso en suspensión de pagos. La FDIC vendió los activos del banco, obligaciones de deuda garantizadas y depósitos a JPMorgan Chase Bank, NA de $ 1888 millones, que reabrió sus puertas el banco al día siguiente. Como resultado de la adquisición, los accionistas de Washington Mutual perdieron todo su patrimonio.  A través de la adquisición, JP Morgan se convirtió en propietario de los antiguos relatos de Providian Financial, un emisor de tarjetas de crédito WaMu adquirido en 2005. La compañía completó el renombre de las sucursales de Washington Mutual a Chase a finales de 2009.

### Otras adquisiciones recientes
En el primer trimestre de 2006, Chase compró Collegiate Funding Services, una compañía de portafolio de la firma de capital privado Lightyear Capital en $ 663,000,000. CFS fue utilizado como la base para los Préstamos de Estudiante de Chase, anteriormente conocido como Chase Financiación Educativa.
En abril de ese mismo año (2006), Chase adquirió el Banco Nueva York Co. Red bancaria de negocio minorista. Esto le dio acceso a Chase 338 sucursales adicionales y 700.000 nuevos clientes en Nueva York, Nueva Jersey, Connecticut e Indiana.

## Controversias

### Compra de Reichsmarks a Alemania durante la Segunda Guerra Mundial
Un comunicado de prensa de la Administración Nacional de Archivos y Registros (NARA) en 2004 anunció que muchos de los archivos de la nueva Oficina Federal de Investigaciones (FBI) se había convertido en archivos desclasificados. Esta desclasificación permitió el descubrimiento de que antes y durante los primeros años de la Segunda Guerra Mundial, el gobierno alemán vendió un tipo especial de Reichsmark, conocido como Rückwanderer, a los ciudadanos estadounidenses de ascendencia alemana. Chase Bank Nacional, junto con otras empresas, participaron en estas operaciones. A través de Chase, esto permitió a simpatizantes nazis comprar estas marcas con dólares a un precio reducido. En concreto, "Las casas financieras entienden que el gobierno alemán pagó las comisiones (a sus agentes, incluyendo Chase) a través de la venta de descuento, bloqueado marcas que provenían principalmente de Judíos que habían huido de Alemania." En otras palabras, Alemania fue capaz de ofrecer estas marcas por debajo de valor nominal debido a que habían sido robados de emigrantes que huyen del régimen nazi. Entre 1936 y 1941, los nazis acumularon más de $ 20 millones, y las empresas que permitan a estas transacciones ganó $ 1,2 millones en comisiones. De estas comisiones, más de 500.000 dólares fueron a Chase, Banco Nacional y sus subagentes.
Estos hechos fueron descubiertos cuando el FBI comenzó su investigación en octubre de 1940. El objetivo de la investigación era seguir alemanes-americanos que habían comprado las Marcas. Sin embargo, los ejecutivos de Chase nunca fueron perseguidos por el gobierno federal, porque el principal abogado de Chase amenazó con revelar "fuentes y métodos" del FBI, el Ejército y la Marina en la corte. Públicamente nombraron que las fuentes y los métodos podrían haber planteado los riesgos de seguridad y amenazado la filtración de inteligencia. Para evitar este tipo de revelaciones, los ejecutivos que cometieron violaciones de la Ley de Johnson, la Ley de Espionaje, y la Ley de Registro de Agentes Extranjeros nunca fueron procesados.

### Liberación de Fondos para Alemania durante la Segunda Guerra Mundial
Además de la polémica de las Rückwanderer , registros de la NARA también revelaron otra controversia durante la ocupación de Francia por los nazis. Desde finales de 1930 hasta el 14 de junio de 1941, cuando el presidente Franklin D. Roosevelt (FDR) emitió una Orden Ejecutiva de congelar los activos alemanes, Chase National Bank trabajó con el gobierno nazi. La orden de bloquear cualquier acceso a las cuentas francesas en los EE. UU. por cualquier persona, pero especialmente por los nazis fue emitida por el secretario del Tesoro, Henry Morgenthau Jr., con la aprobación del FDR. Pocas horas después de la orden, Chase desbloqueó las cuentas y los fondos fueron transferidos a través de América del Sur a la Alemania nazi.

### Negativa a entregar fondos judíos durante la ocupación francesa
Funcionarios del Tesoro estadounidense querían una investigación de las filiales francesas de los bancos estadounidenses, como Chase Bank, JP Morgan & Co, National City Corporation, Guaranty Bank, Bankers Trust, y American Express. De estos bancos, solo el Chase y Morgan permanecieron abiertos en Francia durante la ocupación nazi. El jefe de la sucursal de Chase en París, Francia, Carlos Niedermann, dijo a su supervisor en Nueva York que se había producido una "expansión de los depósitos". También, Niedermann era "muy vigoroso en la aplicación de las restricciones contra la propiedad judía, incluso yendo tan lejos como para negarse a liberar los fondos pertenecientes a Judíos en previsión de que un decreto que prohíbe tal liberación podría publicarse en un futuro próximo por las autoridades nazis ".
En 1998, consejero general de Chase William McDavid, dijo que Chase no tenía control sobre Niedermann. Ya sea que la reclamación fuera cierta o no, el Chase Manhattan Bank reconoció la incautación de 100 cuentas durante el régimen de Vichy. Kenneth McCallion, un abogado, encabezó una demanda contra Barclays Bank por la toma ilegal de bienes durante la Segunda Guerra Mundial y desde entonces ha dirigido su atención hacia Chase. El Congreso Judío Mundial (CJM), entró en conversaciones con Chase y un portavoz de la CJM dijo: "Nadie en el Chase hoy es culpable. Ellos no estaban involucrados en lo sucedido, pero sí aceptar que tienen una responsabilidad institucional". Un portavoz de Chase dijo, "Este es un asunto moral que nos tomamos muy en serio."  el Consejero general de Chase McDavid añadió, "que Chase, tiene la intención de compensar a los titulares de cuentas judías cuyos bienes fueron saqueados ilegalmente". En 1999, el gobierno francés formó una comisión para informar de los resultados al primer ministro Lionel Jospin. Claire Andrieu, profesor miembro de la comisión y profesor de historia en la Sorbona, dijo que bajo el régimen de Vichy, los bancos franceses recibieron la visita de los oficiales nazis pero los bancos de Estados Unidos no lo hicieron. En ese momento, ellos no tienen que reportar las cuentas de judíos, pero lo hicieron justo como lo hicieron los bancos franceses. Ella continua y dice que un embajador estadounidense protegida las filiales estadounidenses.

### Controversias Recientes
JPMorgan Chase ha pagado $ 16 mil millones en multas, asentamientos y otros gastos de litigio en tan solo los últimos cuatro años (2011-2013). De los $ 16 mil millones JPMorgan Chase que se han llevado a cabo, $ 8.5 mil millones fueron para las multas y liquidaciones resultantes de las acciones ilegales tomadas por los ejecutivos bancarios, según Richard Eskow en la Campaña para el Futuro de América, que citó un nuevo informe de Joshua Rosner de Graham Fisher & Co
El total 16 mil millones dólares no incluyen un acuerdo reciente que llama a JPMorgan Chase a pagar $ 100 millones para renunciar a $ 417 millones en demandas que había formulado contra los clientes de la firma MF Global.
Oficina de Control de Activos Extranjeros del Tesoro de Estados Unidos encontró que JPMorgan estaba ayudado a dictaduras ilegalmente en Cuba,[cita requerida]Sudán, Liberia e Irán, incluyendo la transferencia de 32.000 onzas de oro en lingotes de un banco iraní.[cita requerida]
Entre sus otras transgresiones, JPMorgan se ha encontrado que tienen:
- Inversores engañados
- Comprometido en operaciones ficticias
- Comisiones de seguros de inundación cobradas ilegalmente
- Injustamente embargando la hipoteca de los soldados; haciendo cargos ocultos a veteranos para la refinanciación
- Violado la Ley de la Comisión Federal de Comercio al hacer declaraciones falsas a las personas que buscan préstamos para automóviles
- Ilegalmente aumentado su colección de cargos por sobregiro mediante el proceso de transacciones grandes antes de las más pequeñas
- Ayudó a llevar al Condado de Jefferson, Alabama, a la quiebra por el cambio de su deuda de tasa fija a variable
- Violado la Ley Sherman relacionada con la manipulación de licitaciones

#### Cierre de cuentas dirigidas
Durante 2013 y 2014, Chase (junto con otros bancos, incluyendo National City) ganó atención de los medios a través de la práctica de la cancelación de las cuentas personales y de negocios de cientos de trabajadoras sexuales legales citando en algunos casos la "cláusula de moralidad" de su contrato de cuenta. Más tarde se descubrió que esta práctica incluía cuentas de hipotecas y préstamos comerciales.  Chase canceló el proceso de refinanciación de la hipoteca para un individuo, que el banco había iniciado, cuya productora ha hecho películas suaves como los emitidos en Cinemax. Esto dio lugar a una demanda, que citó tratos evasivos y declaraciones engañosas por varios ejecutivos de Chase incluyendo al vicepresidente de valores Adam Gelcich, Vicepresidente de departamento de Préstamos Deb Vicente, y un director y asistente consejero general ejecutivo anónimos. 

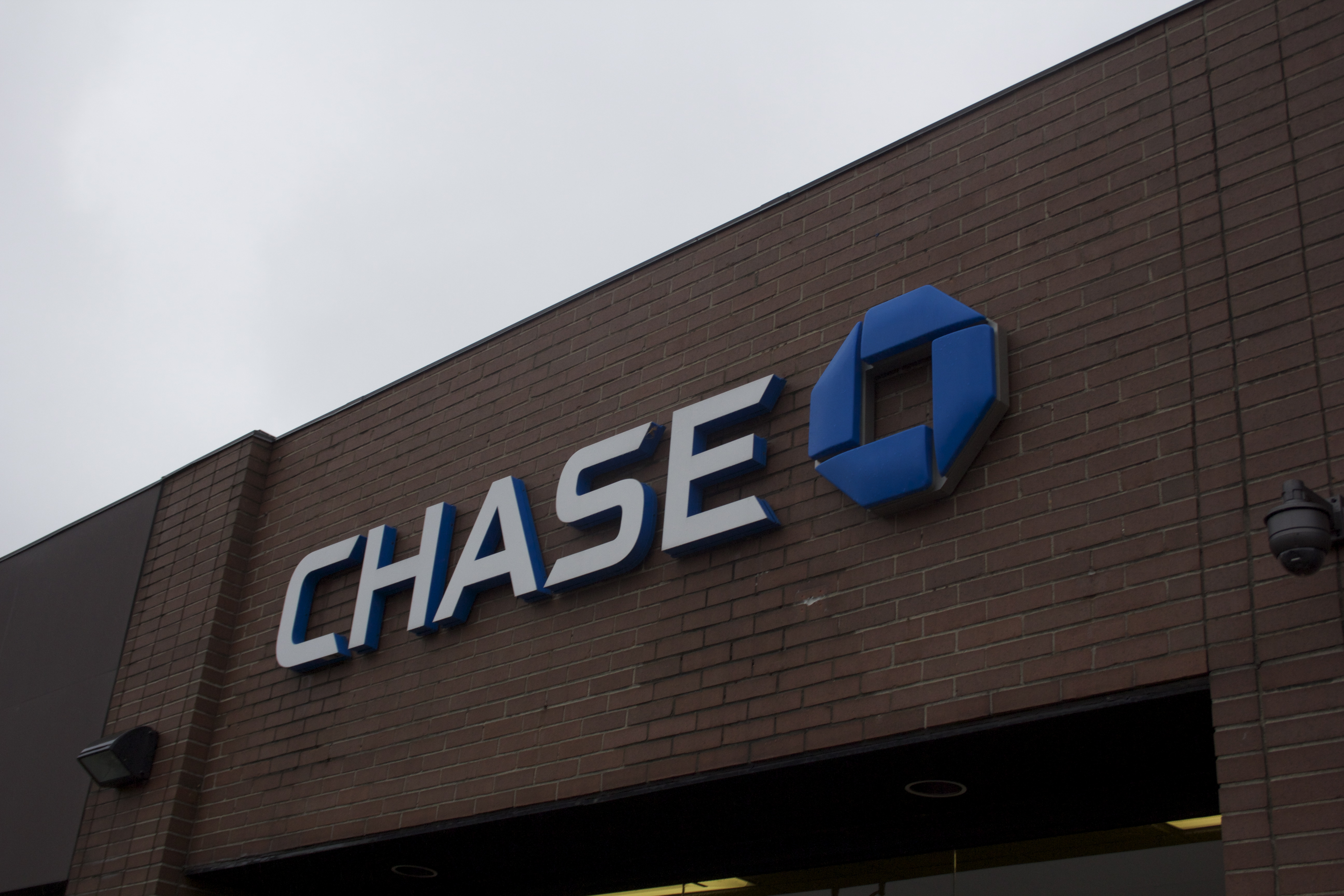
Chase Bank en Rye NY

Además del cierre de cuentas de trabajadoras del sexo, el banco también ha estado utilizando su "cláusula de moralidad" para desvincularse de otros tipos de empresas.  Algunos de estos otros negocios incluyen dispensarios de marihuana medicinal y las que son relacionadas con armas.  Otro fue una empresa de fabricación de condones propiedad de una mujer llamada lovability condones. El fundador de la compañía Tiffany Gaines fue rechazada por los servicios de Chase Paymentech "ya que las ventas de procesamiento de productos orientados a adultos es prohibido" y le dijeron que era un "riesgo de reputación" para procesar el pago de los condones.  Gaines luego comenzó una petición al preguntar a Chase para revisar y modificar su política de clasificación de los condones como un "producto orientado a adultos." El banco más tarde cambió su decisión e invitó a Gaines a que presentara una solicitud alegando que ya estaba haciendo negocios con una "amplia variedad de comerciantes, incluyendo comestibles y farmacias, que venden productos similares ".